# Патриша Грасо
Патриша Грасо (собственото име на английски: Patricia, фамилията на италиански: Grasso) е американска писателка на бестселъри в жанра любовен роман.

## Биография и творчество
Патриша Грасо е родена през 1950 г. в Масачузетс, САЩ, в семейството на Константин и Елена Грасо. Има по-големи брат и сестра. Първата ѝ среща с романтичната литература е в гимназията с романа „Отнесени от вихъра“.
Получава бакалавърска и магистърска степен по английски език в държавния университет. По време на колежанските си години работи като чиновник в застрахователна компания, междуградски телефонен оператор и сервитьорка в японски ресторант.
След дипломирането си започва учителската си кариера, като работи осемнадесет години в осми клас и тринадесет години в гимназиален клас. Дългогодишната монотонна работа я уморява и през 1995 г. тя намира отдушник в писането на романси. Няма опит и затова се учи да пише на принципа на пробите и грешките.
След 5 години упорит труд първият ̀и романс „Шотландска красавица“ е публикуван през 1991 г. Реализацията на мечтите я стимулира да пише и тя твори по един романс годишно.
През 1997 г. получава наградата на критиката за най-добър северноамерикански исторически романс за романса „Хубава като пеперуда“.
Произведенията ѝ са преведени на над 15 езика по целия свят.
Патриша Грасо живее в Евърет, близо до Бостън, Масачузетс, заобиколена от множество котки.

## Произведения

### Самостоятелни романи
- Marrying the Marquis (2009)

### Серия „Деверо“ (Deveraux)
1. Шотландска красавица, Highland Belle (1991)
2. Смарагдова магия, Emerald Enchantment (1992)
3. Неверница в сарая, Desert Eden (1993)
4. Жрицата (издад. като „Любимецът на кралицата“ 1995), Love in a Mist (1994)
5. Courting an Angel (1995)
6. Хубава като пеперуда, My Heart's Desire (1996)

### Серия „Херцози“ (Dukes Trilogy)
1. Теменужки в снега (издад. като „Краят на дъгата“ 1999), Violets in the Snow (1997)
2. No Decent Gentleman (1999)
3. To Tame a Duke (2001)

### Серия „Дъглас“ (Douglas Trilogy)
1. To Tempt an Angel (2002)
2. Амулетът на Венера, To Charm a Prince (2003)
3. To Catch a Countess (2004)

### Серия „Казанов“ (Kazanov)
1. To Love a Princess (2004)
2. Seducing the Prince (2005)
3. Pleasuring the Prince (2006)
4. Tempting the Prince (2007)
5. Enticing The Prince (2008)

### Новели
- Pagan Bride (2012)